# Station Niolon
Station Niolon is een spoorwegstation in de Franse gemeente Le Rove.